# Koncert w ogrodzie Tuileries
Koncert w ogrodzie Tuileries (fr. La Musique aux Tuileries) – obraz olejny francuskiego malarza Édouarda Maneta namalowany w roku 1862, a obecnie przechowywany w National Gallery w Londynie. Dzieło ma wymiary 76,2 cm wysokości i 118,1 cm szerokości. Jest to pierwszy przykład malarskiego stylu Maneta, wzorowanego na twórczości Fransa Halsa i Diego Velázqueza oraz pierwszy znak artystycznego zainteresowania autora zabawą i rozrywką, które będzie mu towarzyszyło przez całe życie.

## Opis
Chociaż niektórzy badacze twierdzą, że dzieło jest niedokończone, to jednak doskonale oddaje atmosferę, jaka panowała w ogrodach Tuileries, w epoce autora, kiedy to były one ośrodkiem paryskiego życia towarzyskiego. Obraz jest świadectwem zerwania przez malarza z realizmem. Precyzja i dopracowanie szczegółów zostały poświęcone na rzecz ukazania ożywionej sceny, przedstawiającej ówczesne społeczeństwo francuskie.
Artysta uwidocznił tu swoich przyjaciół, artystów, pisarzy, muzyków. Wśród wielu postaci znajdują się tam Charles Baudelaire, Théophile Gautier, Henri Fantin-Latour, Jacques Offenbach, Aurélien Scholl, Zacharie Astruc, Eugène Manet – brat malarza i inni. Pośród nich autor umieścił także swoją podobiznę. Édouard Manet jest widoczny jako pierwszy z lewej. Nie wszystkie postacie zostały jednak zidentyfikowane przez badaczy.

## Historia
Dzieło zostało wystawione w 1863 w galerii Louis-Martinet. W 1872 zostało zakupione przez Duranda-Ruela, a następnie stało się częścią kolekcji Faure, z której zostało wypożyczone na wystawę po śmierci Maneta oraz do Salon dAutomne w 1905. Następnie obraz ponownie stał się własnością Duranda-Ruela, który go sprzedał sir Hugh Lane’owi, a ten z kolei ofiarował go w 1917 National Gallery.